# Dimbokro

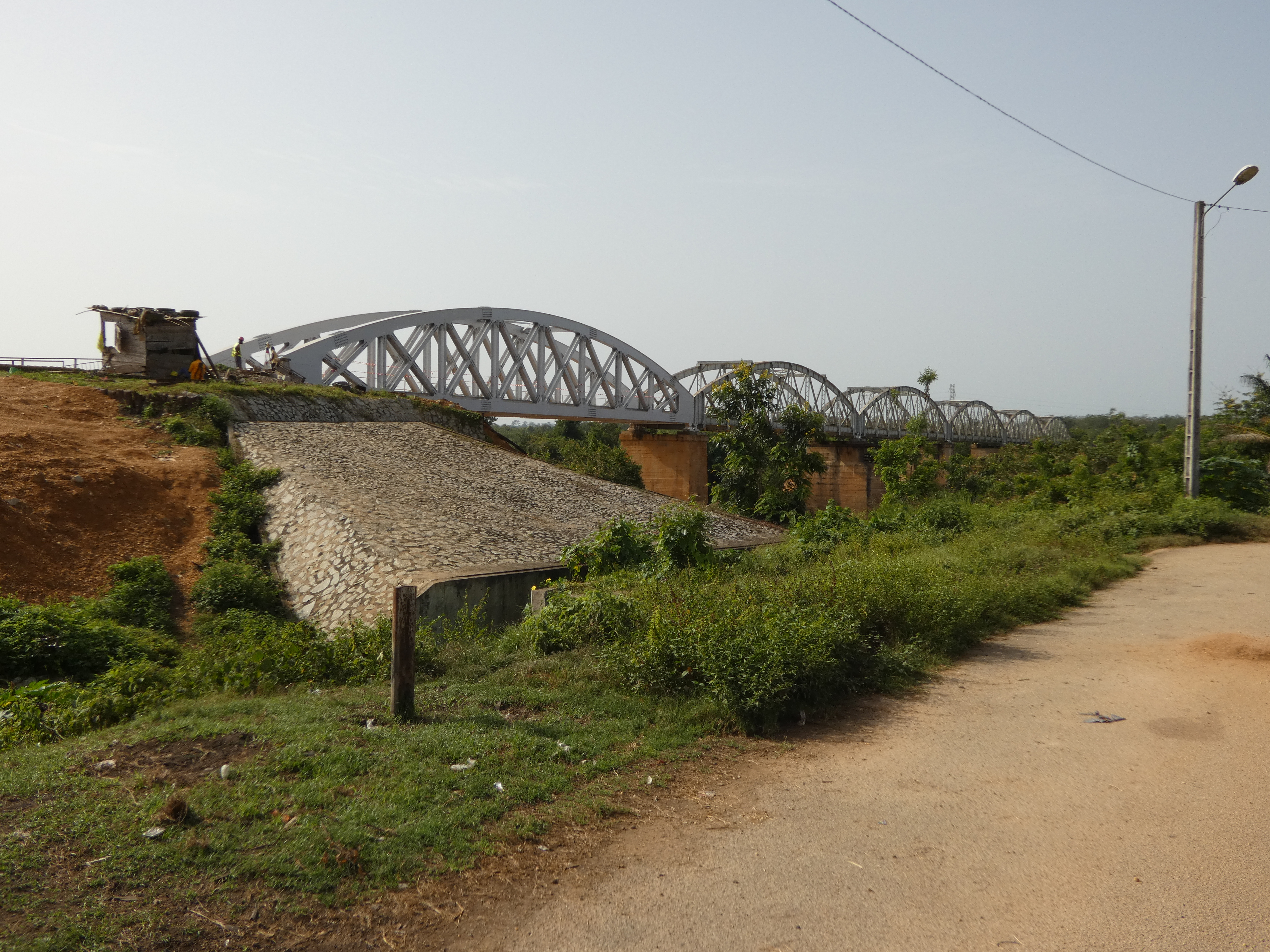
Spoorwegbrug in Dimbokro

Dimbokro is een stad in Ivoorkust en is de hoofdplaats van de regio N'zi-Comoé. De stad telt 61.497 inwoners (2010).
De stad is voortgekomen uit een nederzetting van de Baoulé, waar in 1903 een Franse administratieve post werd geopend. De stad werd na de Tweede Wereldoorlog een haard van verzet tegen de kolonisator Frankrijk. Het verzet kwam onder andere van de boerenorganisatie Syndicat agricole africain, geleid door Koné Samba Ambroise. In 1950 vond er een bloedblad plaats in Dimbokro toen Europese burgers een betoging voor de vrijlating van  leden van de Parti démocratique de Côte d'Ivoire uit elkaar schoten. Er vielen 14 doden en 50 gewonden onder de zwarte betogers. In 1961 werd de stad de hoofdplaats van een onderprefectuur en in 1969 van een departement. De stad telt veertien wijken.
De stad ligt op 80 km van Yamoussoukro en op 240 km van Abidjan. De stad is bereikbaar over de weg en via het spoor. De stad ligt op de spoorlijn tussen Abidjan en Ouagadougou. In 2016 stortte een deel van de 250 meter lange spoorwegbrug over de rivier N'zi in. Deze brug werd gebouwd in 1911.
Er heerst een warm en droog klimaat. De stad is gelegen in een gebied waar koffie en cacao wordt geteeld.

## Geboren
- Alassane Ouattara (1942), politicus
- Alpha Blondy (1953), reggaezanger